# هربرت فرانسیس
هربرت فرانسیس (انگلیسی: Herbert Francis; ۲۶ مهٔ ۱۹۴۰ – ۲۰ سپتامبر ۱۹۸۸) دوچرخه‌سوار اهل ایالات متحده آمریکا بود. وی در بازی‌های المپیک تابستانی ۱۹۶۰ شرکت کرده است.